# Gnypeta crebrepunctata

Gnypeta crebrepunctata  (лат.) — вид коротконадкрылых жуков из подсемейства Aleocharinae.

## Распространение
Канада (Британская Колумбия), США (Калифорния, Орегон).

## Описание
Мелкие коротконадкрылые жуки, длина тела 2,7—3,0 мм. Основная окраска тёмно-коричневая до чёрной (лапки красновато-коричневые). Опушение желтовато-серое, длинное и плотное. Ширина пронотума на 1/4 меньше чем ширина надкрылий, по длине они одинаковые. 4—7-й членики усиков вытянутые, 8—10-й членики поперечные. Усики 11-члениковые. Передние лапки 4-члениковые, средние и задние лапки 5-члениковые (формула 4-5-5). 
Активны с июля по август. Вид был впервые описан в 1886 году  американским энтомологом Томасом Кейси (Thomas Lincoln Casey, Jr., 1857 —1925) по материалам из США, а его валидный статус был подтверждён в ходе ревизии, проведённой в 2008 году канадскими энтомологами Яном Климашевским (Jan Klimaszewski; Laurentian Forestry Centre, Онтарио, Канада) и Реджинальдом Уэбстером.